# Lauzach
Lauzach é uma comuna francesa na região administrativa da Bretanha, no departamento Morbihan. Estende-se por uma área de 10,68 km². Em 2010 a comuna tinha 1 183 habitantes (densidade: 110,8 hab./km²).